# Apion haematodes
Apion haematodes is een keversoort behorend tot de Spitsmuisjes (Brentidae).  De larven tunnelen, zonder vergalling te veroorzaken, in de dikkere wortels. Het leeft Polygonaceae en komt voor op Rumex acetosa, Rumex acetosella, Rumex patientia.

## Kenmerken
De kever is 2 tot 3 mm groot en oranje van kleur. De kop en halsschild zijn doorboord. De dekschilden sterk afgerond en zijn het breedst achter het midden, met diep ingedrukte striae met rijen inkepingen.

## Verspreiding
Apion rubens is een Europese soort.